# Burecca av Maldiverna
Burecca av Maldiverna, eller Buraki Rani var en drottning av Maldiverna.  Hon var Maldivernas regent från 1513 till 1529. 
Burecca var som barn känd för sina skicklighet i stridsteknik. Hon förväntades efterträda sin farfar Siri Bavana Sooja på tronen, men tronen bestegs i stället 1512 av hennes bror Siri Ananda Sultan Ali V. 
Efter en konflikt lämnade Burecca Maldiverna och reste till Aceh på Sumatra, där hon enligt legenden övade upp sin stridsteknik för att återvända och avsätta sin bror. År 1513 gjorde hon också det, och dödade brodern efter en flera timmar lång duell i palatsträdgården efter att ha återvänt till Maldiverna mitt i natten. 
Burecca besteg sedan tronen, men hon antog inte titeln Rehendi eller sultaninna, som andra kvinnliga monarker, utan kallade sig endast rani (drottninggemål), medan hon gjorde sin make Siri Dhammaru Bavana till sultan.